# Gazeta dla Lekarzy

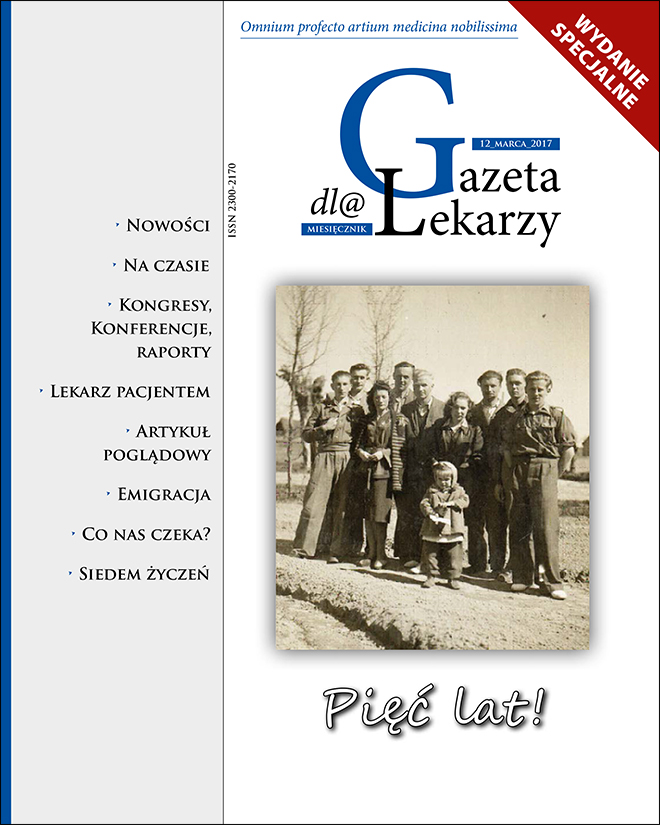
Okładka numeru specjalnego na 5-lecie „Gazety dla Lekarzy”

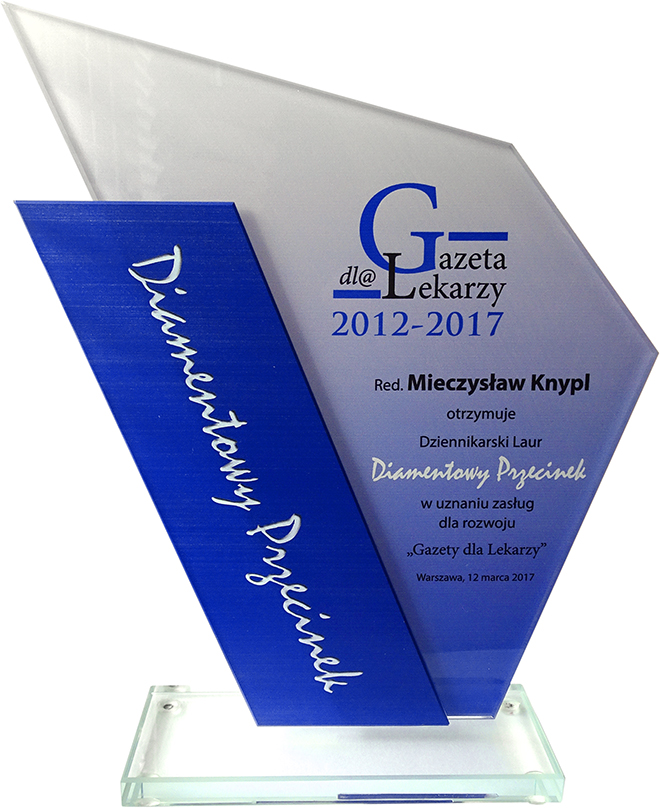
Dziennikarski Laur Diamentowy Przecinek przyznany z okazji 5-lecia „Gazety dla Lekarzy”

Gazeta dla Lekarzy (GdL) – miesięcznik non-profit, bez reklam, tworzony przez lekarzy oraz ich rodziny, dostępny w internecie bezpłatnie dla wszystkich czytelników, bez potrzeby rejestracji lub logowania się na stronie czasopisma.

## Informacje formalnoprawne
Gazeta dla Lekarzy” (GdL) jest czasopismem zarejestrowanym w Sądzie Okręgowym w Warszawie 28 lutego 2012 r. w rejestrze dzienników i czasopism (poz. PR17864). Wydawcą i redaktor naczelną jest dr n. med. Krystyna Knypl.
„Gazeta dla Lekarzy” ma dwa kanały dystrybucji. Sygnowana numerem ISSN 2300-2170 jest publikowana w internecie, a sygnowana numerem ISSN 2084-5685 jest publikowana w wersji papierowej (odwzorowanej w internecie w formacie PDF). Każdy drukowany numer jest przekazywany przez wydawcę do zbiorów Biblioteki Narodowej (sygnatura P.293987A).

## Profil czasopisma
„Gazeta dla Lekarzy” nie jest związana z żadną organizacją polityczną, religijną ani samorządem terytorialnym lub zawodowym. GdL jest organizacją pozarządową działającą na rzecz lepszej opieki zdrowotnej dla wszystkich obywateli.
Nadrzędnym celem „Gazety dla Lekarzy” jest propagowanie ważnych dla zdrowia publicznego zagadnień: postępu w medycynie, promocji zdrowia oraz wiedzy o chorobach rzadkich.
Zgodnie z art. 3 ust. 2 ustawy z 24 kwietnia 2003 r. o działalności pożytku publicznego i o wolontariacie (Dz.U. z 2003 r. nr 96, poz. 873) „Gazeta dla Lekarzy” nie jest jednostką sektora finansów publicznych w rozumieniu przepisów o finansach publicznych i nie działa w celu osiągnięcia zysku, jest finansowana wyłącznie z prywatnych środków własnych wydawcy. Członkowie redakcji i autorzy pracują jako wolontariusze.

## Stałe działy
- Nowości
- Choroby rzadkie
- Zdrowie publiczne
- Artykuły poglądowe
- Wybrane artykuły
- Artykuły redaktor naczelnej
- Złoty Dyplom Lekarza
- Po dyżurze
- Medycyna i macierzyństwo
- Lekarz pacjentem
- Fotoblog „Modne Diagnozy”

## Jubileusz 5-lecia
„Gazeta dla Lekarzy” z okazji 5. rocznicy istnienia przyznała Dziennikarskie Laury: Mieczysław Knypl (sekretarz redakcji) otrzymał Diamentowy Przecinek, Alicja Barwicka (zastępca redaktor naczelnej) otrzymała Złoty Przecinek, Katarzyna Kowalska (przewodnicząca kolegium redakcyjnego) otrzymała Złoty Przecinek.